# Olta Boka

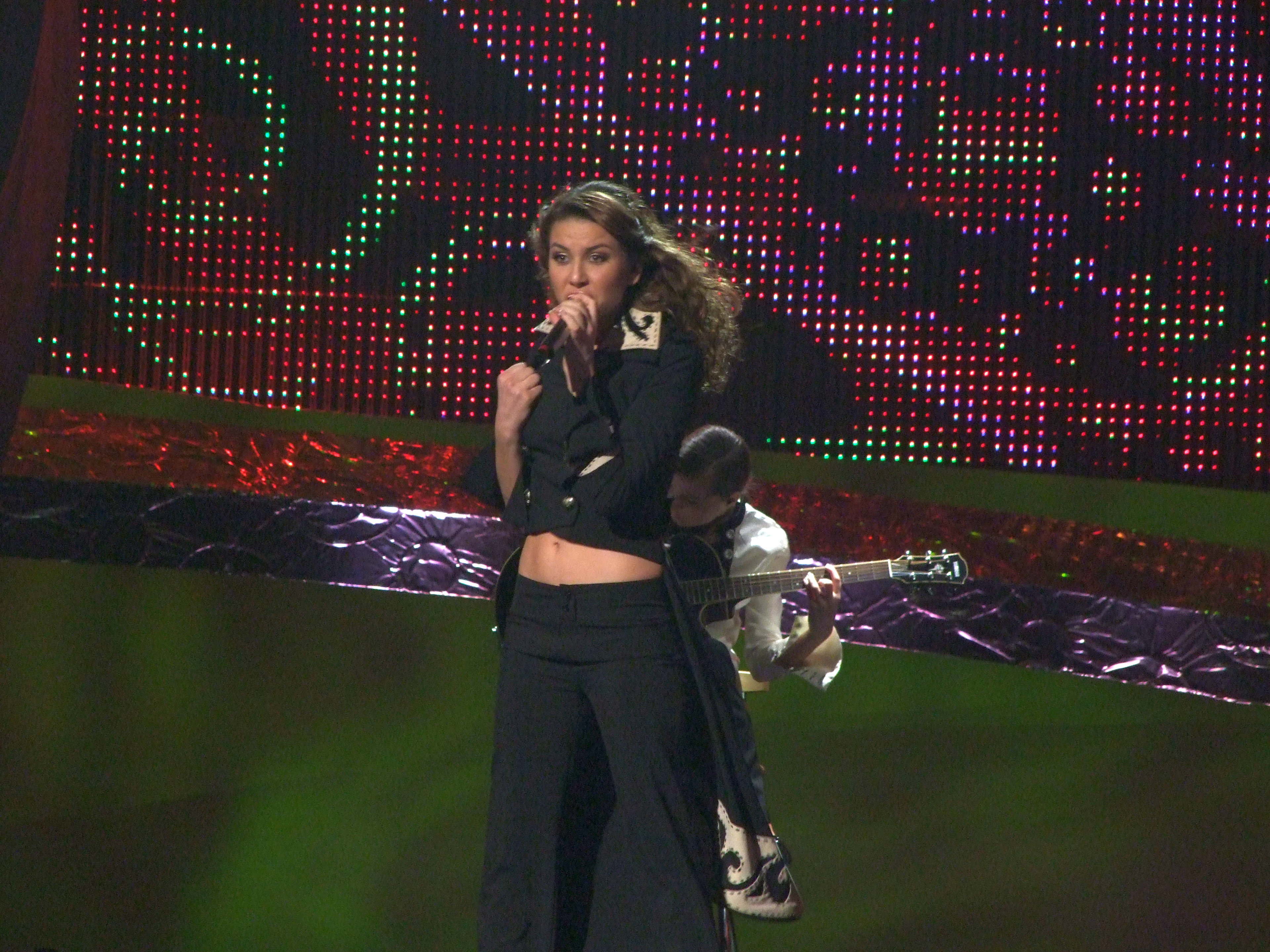
Olta Boka in de finale voor het songfestival 2008

Olta Boka (Tirana, 1991) is een Albanese zangeres.
Ze werd bekend in 2007 toen ze de 46ste editie won van het Festivali i këngës met het lied Zemrën lamë peng. Dit leverde haar een ticket op voor de halve finale van het Eurovisiesongfestival 2008 in Belgrado. Na drie opeenvolgende tegenvallende resultaten, bracht Olta het er niet al te slecht vanaf: ze overleefde de halve finales en werd 17de in de finale.
2004: Anjeza Shahini · 
2005: Ledina Çelo · 
2006: Luiz Ejlli · 
2007: Aida & Frederik Ndoci · 
2008: Olta Boka · 
2009: Kejsi Tola · 
2010: Juliana Pasha · 
2011: Aurela Gaçe · 
2012: Rona Nishliu · 
2013: Adrian Lulgjuraj & Bledar Sejko · 
2014: Hersjana Matmuja · 
2015: Elhaida Dani · 
2016: Eneda Tarifa · 
2017: Lindita · 
2018: Eugent Bushpepa · 
2019: Jonida Maliqi · 
2021: Anxhela Peristeri · 
2022: Ronela Hajati · 
2023: Albina & Familja Kelmendi · 
2024: Besa · 
2025: Shkodra Elektronike